# Polihierax insignis
El halconcito asiático (Polihierax insignis) es una especie de ave falconiforme de la familia Falconidae que vive en el sudeste asiático. Algunos lo clasifican en su propio género Neohierax.

## Descripción
El halconcito asiático mide entre 24 y 27 cm de largo. Presenta dimorfismo sexual, los machos tienen la cabeza y la parte superior del mando de tonos grises claros mientras que las hembras las tienen de color castaño rojizo. El resto del plumaje es similar en ambos sexos, con las partes superiores principalmente de color gris oscuro, salvo el obispillo blanco, y las partes inferiores también blancas. Sus plumas de vuelo tanto de las alas como de la cola son negras con listas blancas. Presenta carúnculas anaranjadas alrededor de los ojos, de color similar al de las patas.

## Distribución y hábitat
Se encuentra en Indochina, el norte de la película malaya y las regiones aledañas, distribuido por Birmania, Camboya, Laos, Tailandia, Vietnam. Se encuentra tanto en los bosques tropicales como las sabanas arboladas. Está amenazado por la pérdida de su hábitat debido a la deforestación y posiblemente la caza.